# Sargus festivus
Sargus festivus är en tvåvingeart som beskrevs av Jaennicke 1867. Sargus festivus ingår i släktet Sargus och familjen vapenflugor. Inga underarter finns listade i Catalogue of Life.